# Bitam (Gabon)
 (avril 2019).
Si vous disposez d'ouvrages ou d'articles de référence ou si vous connaissez des sites web de qualité traitant du thème abordé ici, merci de compléter l'article en donnant les références utiles à sa vérifiabilité et en les liant à la section « Notes et références ».
Pour les articles homonymes, voir Bitam.
Bitam, chef-lieu du département du Ntem, est une ville située au nord du Gabon dans la province du Woleu-Ntem, à une trentaine de kilomètres de la frontière camerounaise et non loin de la Guinée équatoriale. Elle compte environ 22 000 habitants.
La principale communauté ethnique de la ville est constituée de fangs et la principale langue parlée est le Fang.
La ville de Bitam est construite autour du village Mézala du clan Essandone (actuel site de la Mairie de Bitam).
Le fondateur du village Mezala qui devient par la suite Bitam, se nomme Ondo Nkoulou Beyeme et appartient au clan Essandone.
À l’arrivée de l’administration coloniale, le clan va se séparer en 3 groupes.
Le premier groupe longera la rivière Mengomo pour fonder le village Mengang.
Le second groupe fondera le village Andok-Assi (actuel quartier Bitam Akuign) et le dernier groupe, le village Agnizok.
Ce n’est qu’en 1917 que le village prit le nom de Bitam.
En Août 1927, le poste administratif de Bitam fut officiellement créé à l’initiative du Lieutenant français Mingueroux.
Bitam signifie en langue fang " les sources " ou "les étangs".
Reconnu pour être un guérisseur hors norme, Ondo Nkoulou Beyeme pouvait traiter toutes sortes de maladies et avait la réputation de purifier l’esprit de ceux victimes de sortilèges.
Grace à ses dons, de nombreux malades affluaient de la sous région vers les "4 étangs" (Étam en fang signifie un étang, Bitam est le pluriel) détenus par Ondo Nkoulou pour ses pratiques mystiques de guérison afin de retrouver la santé physique et spirituelle.
Avant d’entamer leur voyages, les malades avaient pour habitude de dire en fang "Bia ke bitam Ondo Nkoulou" qui veut dire "Nous allons vers les étangs de Ondo Nkoulou".
Le nom de la ville de Bitam tire donc son origine des étangs de Ondo Nkoulou Beyeme.
De nos jours, ces étangs sont toujours sont toujours visibles et reconnaissables dans la petite vallée située entre le quartier Nko’o Mengomo et l’ancienne résidence du Préfet.
Bitam est fréquentée par des ressortissants de pays voisins, à savoir des Camerounais et des Équato-guinéens mais également des ressortissants issus de l’Afrique de l’Ouest.
Son marché offre une ample variété de produits alimentaires locaux et ses petits restaurants proposent toutes sortes de viandes de brousse.

## Économie
La culture de l'hévéa constitue la principale activité industrielle au profit de la société Siat-Gabon qui a racheté, en 2004, Hévégab. On compte 2 000 hectares de grandes plantations d'hévéas et les villageois en possèdent eux-mêmes plusieurs centaines d'hectares supplémentaires. Depuis quelques années, la pisciculture s'est développée par un employé de Siat-Gabon, Kurt Naeye. On élève à Bitam des tilapias, sortes de carpes fort appréciées dans tout le Gabon. Il faut noter aussi une forte communauté haoussa qui pratique l'islam ; pour la plupart, ils sont situés dans le quartier est qui vit au rythme de l'appel à la prière.
Autrefois pratiquée par nombre de paysans,la culture du café et du cacao y a fortement déclinée et pratiquement disparue aujourd'hui.

## Religion
La ville de Bitam abrite une église catholique : Paroisse Sacré-Cœur

## Transports

### Transport aériens
Bitam possède un aéroport, son code AITA est BMM.

## Personnalités liées à la commune
Le footballeur international gabonais Pierre Aubameyang, père de Pierre-Emerick Aubameyang, est né à Bitam en 1965.
Le dessinateur gabonais Pahé évoque son enfance à Bitam en tant que l'un des nombreux enfants du chef coutumier de Bitam, dans une bande dessinée parue en 2006 et intitulée La vie de Pahé, T1 : Bitam.